# Aziz Corr Nyang
Aziz Corr Nyang (Banjul, 27 agosto 1984) è un ex calciatore gambiano, di ruolo centrocampista.

## Carriera

### Club
Dopo aver giocato fra la prima e la quinta serie svedese, nel 2013 si trasferisce alla squadra maltese del Valletta. Un anno dopo fa ritorno in Svezia, all'Assyriska in seconda serie, squadra in cui aveva già militato in passato.

### Nazionale
Dal 2002 al 2010 ha giocato 13 partite con la nazionale gambiana.

## Palmarès

### Club

#### Competizioni nazionali
- Allsvenskan: 2

Djurgården: 2003, 2004
- Coppa di Svezia: 2

Djurgården: 2002, 2004